# Toon de Jong

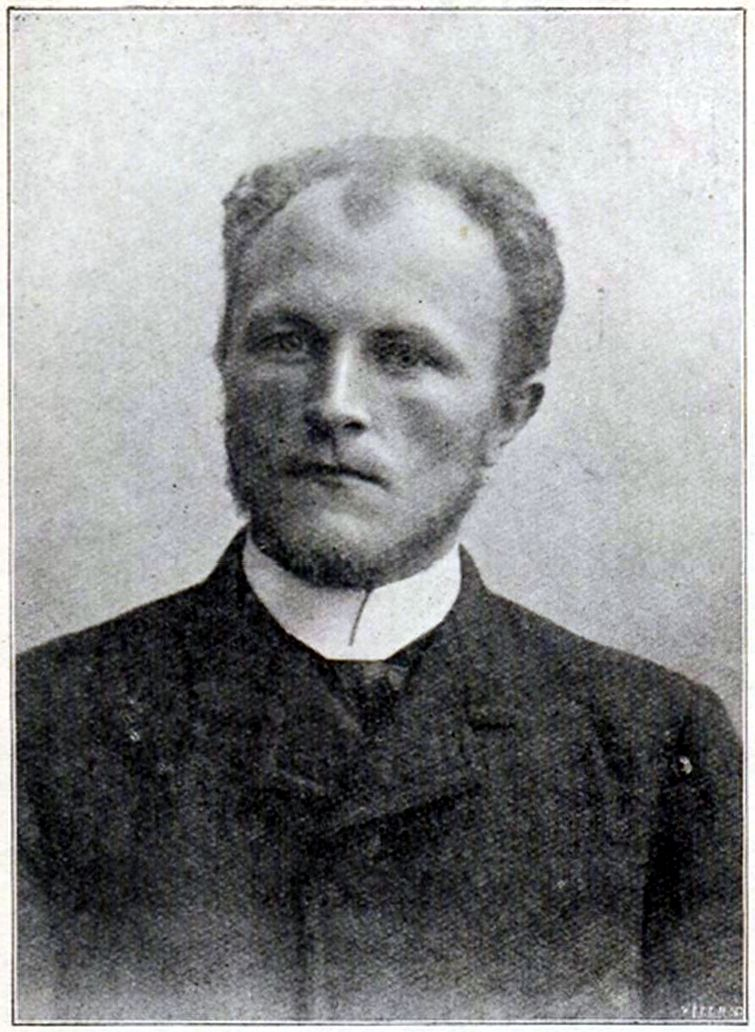
Portret van Toon de Jong

Antonie Jacob (Toon) de Jong (Laren, 14 augustus 1879 – Maassluis, 24 april 1978) was een Nederlands schilder, tekenaar en graficus.
De Jong was een leerling van Willem Hendrik Eickelberg uit Blaricum. Later studeerde hij aan de Rijksschool voor Kunstnijverheid Amsterdam en de Rijksakademie van beeldende kunsten. Hij was een lid van de Amsterdamse kunstenaarsvereniging "Sint-Lucas" en de Larense schildersvereniging De Tien. Als schilder, etser en tekenaar hanteerde hij een naturalistisch-impressionistische stijl. Hij maakte vooral landschappen en portretten. De Jong woonde en werkte in Laren en tekende veel van zijn werken in Het Gooi, maar hij was ook actief in Zeeland. 
Ter gelegenheid van zijn 90e verjaardag werd van zijn werk een overzichtstentoonstelling gehouden in het Singer Museum.
- Biografisch Portaal: 17683666
- Gemeinsame Normdatei: 174316755
- International Standard Name Identifier: 0000 0003 9303 0120
- Nederlandse Thesaurus van Auteursnamen: 072820993
- RKD-Nederlands Instituut voor Kunstgeschiedenis: 42696
- Virtual International Authority File: 287253104
- WorldCat: E39PBJcWrCxCBHWBbCcQVCV6Kd